# Sonic Superstars
Sonic Superstars est un jeu de plateforme développé par Sonic Team et édité par Sega. Il est sorti sur Nintendo Switch, PlayStation 4, PlayStation 5, Microsoft Windows, Xbox One et Xbox Series le 17 octobre 2023.

## Système de jeu
Sonic Superstars est un jeu de plateforme à défilement latéral, similaire aux jeux Sonic the Hedgehog sortis pour la Mega Drive dans les années 1990, présentés dans une perspective 2.5D. En tant qu'un des quatre personnages jouable, Sonic the Hedgehog, Miles "Tails" Prower, Knuckles the Echidna et Amy Rose, le joueur traversera les îles North Star. Le docteur Eggman et Fang the Sniper (dont c’est le retour dans la série Sonic) apparaissent comme des antagonistes. Le jeu prend en charge le multijoueur local jusqu'à quatre joueurs.

## Développement
Sonic Superstars a été développé par Arzest, un studio créé par le co-créateur de Sonic, Naoto Ohshima, qui est revenu pour concevoir un nouveau méchant, sa première contribution à la série depuis Sonic Adventure, sorti en 1998. Le studio de développement est néanmoins aidé par la branche japonaise de la Sonic Team, notamment au niveau du design,.
Durant une interview donnée au média VGC, Naoto Ohshima, a également confirmé que la direction de la musique était gérée par Jun Senoue, qui travaille dans les compositions musicales de Sonic depuis Sonic the Hedgehog 3, mais aussi avec la collaboration "d'équipes extérieures" telles que Tee Lopes, qui a travaillé notamment dans la bande originale de Sonic Mania.
Le 22 aout 2023, durant la conférence d'ouverture de la Gamescom, une nouvelle bande-annonce révèle la date de sortie du jeu au 17 octobre 2023.

## Sortie
Sega a annoncé Sonic Superstars au Summer Game Fest le 8 juin 2023. Il est sorti sur Nintendo Switch, PlayStation 4, PlayStation 5, Microsoft Windows, Xbox One et Xbox Series le 17 octobre  2023.

## Accueil
Sonic Superstars reçoit un accueil plutôt favorable de la presse, avec des notes allant de 71 à 76/100.